# María Escobar
María Escobar (Trujillo, c. 1520-Ciudad de los Reyes o Cuzco, ?), o María de Escobar, fue una noble castellana y colonizadora que introdujo el cultivo de trigo y cebada en América.

## Biografía
Nació aproximadamente entre 1500 y 1520, probablemente fue bautizada en la iglesia de San Andrés de Trujillo, templo próximo al Palacio de Escobar, donde nació.
Escobar llegó a la Gobernación de Nueva Castilla (entidad política creada tras la caída del Tahuantinsuyo) en 1534 como parte de la expedición de Pedro de Alvarado que zarpó de Sanlúcar de Barrameda. La acompañaba su esposo, el capitán Martín de Estete, quien fundaría la ciudad de Trujillo, donde ambos vivirían hasta el fallecimiento de Alvarado. Al enviudar se trasladó a la Ciudad de los Reyes donde contrajo segundas nupcias con el capitán Francisco de Chávez, asesinado por los almagristas en la Casa de Pizarro durante las guerras civiles entre los conquistadores. Su participación durante el conflicto fue destacada, ya que Escobar protegió a varios rebeldes contrarios a Francisco Pizarro, y en su casa, situada frente al Convento de Santo Domingo en la Ciudad de los Reyes, estuvo detenido el virrey Blasco Núñez Vela. Fue la única persona que enterró a Pizarro en la iglesia que luego sería la Catedral de Lima.
Su tercer matrimonio fue con el capitán Pedro Portocarrero.
Su labor en los primeros años de colonización europea en el continente americano fue premiada con una encomienda cerca de la actual Lima, que incluyó un repartimiento de indios. Este beneficio le fue retirado por el gobernador Cristóbal Vaca de Castro, quien no era partidario de dar posesiones a las mujeres.

## Legado
El cronista Inca Garcilaso de la Vega escribió en sus Comentarios Reales que María Escobar fue quien introdujo el cultivo del trigo y la cebada en el Perú y la compara con la diosa romana Ceres. Según la hipótesis tradicional de los investigadores, Escobar llevó a las Indias medio almud de trigo que sobrevivió al viaje trasatlántico. Una vez en su destino repartió de 20 a 40 granos entre los agricultores de los valles de Lima y Cañete. Otra teoría dice que Escobar sembró trigo y cebada, semillas que le fueron enviadas desde la Península, en las tierras que Pizarro le entregó en agradecimiento por sus servicios y los de su fallecido marido. Una vez prendió el nuevo cultivo repartió lo cosechado entre los colonizadores de Lima y Cañete. Tras la tercera recogida de trigo, pudo procesar harina de trigo y pan, siendo esta la primera vez que se conocieron estos productos en América del Sur.
Financió la construcción del altar mayor de la primigenia Iglesia de la Merced, iniciada en 1542. En el contrato que firmó se estipulaba que a cambio de la donación ella sería enterrada en el lugar.

### Homenajes

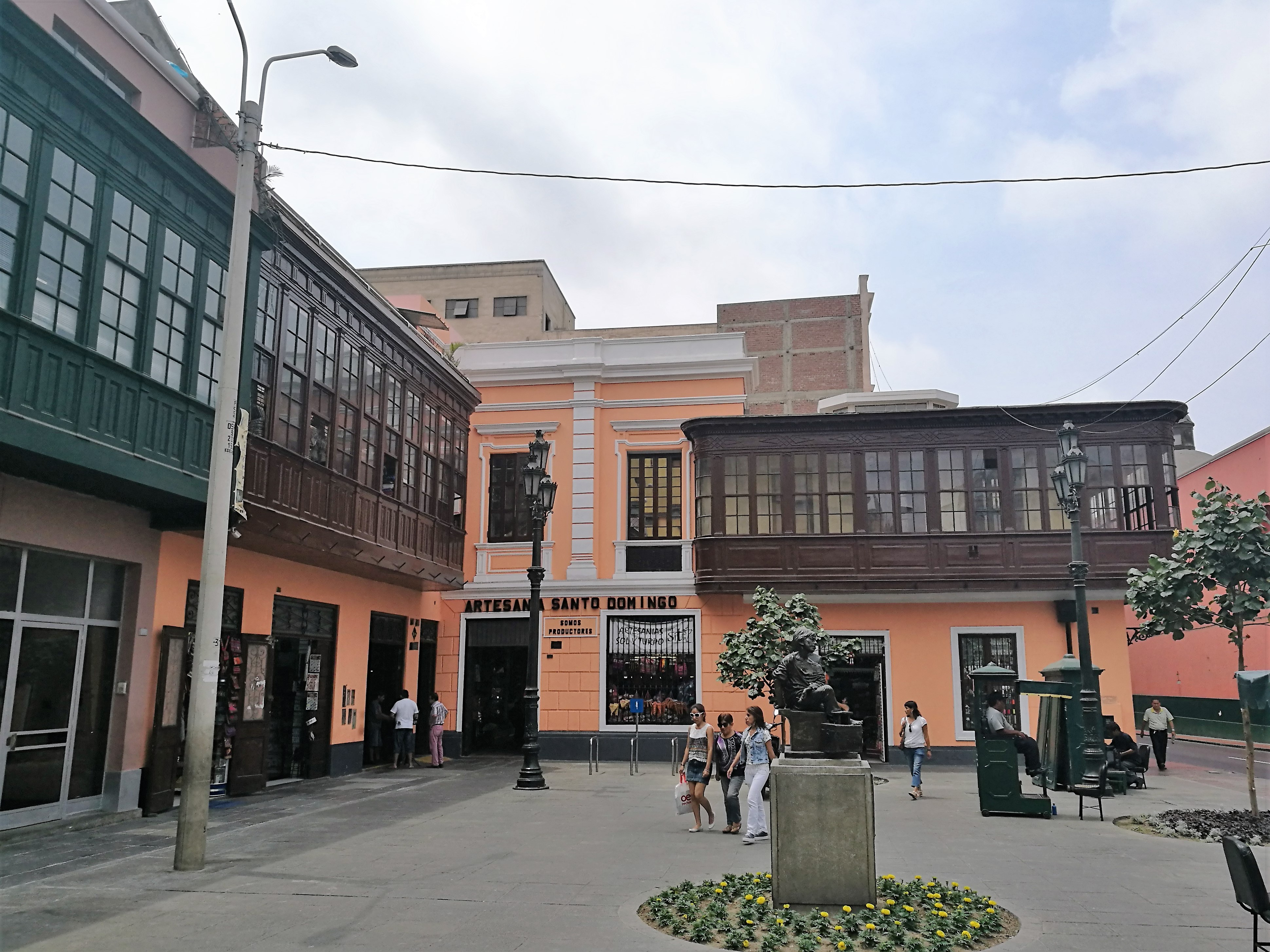
Plazuela de Santo Domingo, también llamada Plazuela María Escobar, en Lima.

Junto a su domicilio existió una cantera de ladrillos que, clausurado por el Cabildo de Lima, pasó a ser una plazuela que llevó su nombre hasta que cambió su denominación por plazuela de Santo Domingo por la compra del espacio público por parte del convento dominico limeño, como consta en una sentencia de la Real Audiencia de Lima. En algunos callejeros se mantiene su denominación original. Además, una calle del distrito de San Miguel lleva por nombre María Escobar de Chávez.
En España tiene una calle en su Trujillo natal.